# Александър Зайцев
Александър Зайцев (на руски: Алекса́ндр Миха́йлович За́йцев) е руски химик.

## Биография
Роден е на 2 юли 1841 година в семейството на търговеца Михаил Зайцев в Казан. Александър е дете на Михаил Зайцев от втория му брак с Наталия Зяпунова, сестра на руския астроном и преподавател Михаил Ляпунов. Първоначално, бащата иска неговите синове от втория брак – Александър, Константин и Михаил, да се занимават с търговия, но Ляпунов го убеждава да даде по-добро образование на децата си.
Александър е записан във Втора казанска гимназия, където учи в специален клас със засилено изучаване на право. През 1858 година е приет в Казанския университет, където учи камералистика. Завършва университета през 1962 година и заминава в чужбина. Посещава Световното изложение в Лондон, а след това постъпва в Марбургския университет, където учи от 1962 до 1964 година и слуша лекции на германския химик Адолф Колбе.